# Капела Светог Антона Пустињака у Бачу
Капела Светог Антона Пустињака у Бачу је изграђена 1817. године и има статус споменика културе у категорији непокретних културних добара од великог значаја.
Капела представља једнобродну грађевину складних пропорција, са полигоналним олтарским простором на истоку, сакристијом смештеном уз северни зид и мањом кулом-звоником која надвисује западно прочеље. Фасаде су ојачане са пет зиданих контрафора, од којих су два постављена дијагонално на источне углове. Изнад главног улаза је пар трифора, доња са полукружним завршецима прозорских отвора и горња са отворима сломљеним у врху, по угледу на готичке. У унутрашњости цркве је подигнута галерија на којој су смештене мале оргуље, дариване 1864. године.